# Valdina
Valdina est une commune italienne de la province de Messine, dans la région Sicile.

## Administration
| Période                                  | Période | Identité            | Étiquette | Qualité |
| ---------------------------------------- | ------- | ------------------- | --------- | ------- |
| 10 juin 2018                             |         | Antonino Di Stefano |           |         |
| Les données manquantes sont à compléter. |         |                     |           |         |

### Hameaux
- Fondachello
- Tracoccia

### Communes limitrophes
Roccavaldina, Torregrotta, Venetico